# Wyprysk kontaktowy alergiczny
Wyprysk kontaktowy alergiczny inaczej kontaktowe alergiczne zapalenie skóry (łac. dermatitis allergica contacta, eczema allergicum contactum) – występująca często postać wyprysku, będąca skutkiem bezpośredniego kontaktu z alergenem, na który osoba wytworzyła uprzednio nadwrażliwość. Klinicznie wyróżniono dwie postacie choroby: wyprysk ostry (łac. dermatitis acuta contacta, eczema acutum) oraz wyprysk przewlekły (łac. dermatitis chronica contacta, eczema chronicum).

## Patofizjologia
Alergiczny wyprysk kontaktowy związany jest z IV typem reakcji nadwrażliwości wg Coombsa. U jego patogenezy leży stymulacja limfocytów Th1 przez komórki Langerhansa, wystawione na działanie związków o charakterze haptenów, które nabierają cech antygenowych w kontakcie z białkami.
Choroba dzieli się na dwie fazy: fazę indukcji oraz fazę pełnoobjawową. W pierwszej prezentacja przez komórki Langerhansa limfocytom pomocniczym Th1 antygenów uruchamia stymulację cytokinową i doprowadza do ich uczulenia i proliferacji. W drugiej dochodzi do powstania odczynu o charakterze wyprysku, w którym największą rolę odgrywają aktywowane limfocyty Th1. 
Dzięki występowaniu na powierzchni keratynocytów cząsteczek adhezyjnych ICAM-1, będących ligandem dla receptorów komórkowych LFA-1 leukocytów, dochodzi do nasilenia reakcji zapalnej. Keratynocyty prezentujące na swojej powierzchni antygeny MHC klasy II, produkują Il-1 oraz TNF-α, stymulując dodatkowo ten proces. Uaktywnione limfocyty Th1 wydzielają INFγ, prowadzący do nasilenia ekspresji antygenów MHC II na keratynocytach oraz Il-2, nasilając własną proliferację. Odczyn zapalny osiąga apogeum na około 48 godzin po ponownym kontakcie z antygenem. 
Na skutek reakcji zapalnej oraz działania limfocytów cytotoksycznych dochodzi do obrzęku śród- i międzykomórkowego (spongiozy) naskórka.
Reakcja typu wyprysk kontaktowy zachodzi wyłącznie w przypadku występowania prawidłowej ilości prawidłowo funkcjonujących komórek Langerhansa w naskórku. W przypadku kontaktu antygenu ze skórą, w której nie występują ww. komórki, dochodzi do indukcji tolerancji immunologicznej zarówno miejscowej jak i ogólnoustrojowej na dany antygen. Zjawisko to wykorzystano w leczeniu, w którym skórę naświetla się promieniami UVB, redukując liczbę komórek Langerhansa oraz upośledzając ich funkcję. 

## Objawy i przebieg
Pierwotnym wykwitem jest grudka wysiękowa oraz pęcherzyk. Ogniska wyprysku kontaktowego nie są wyraźnie odgraniczone od otoczenia. Często towarzyszy im świąd. Zmiany ustępują bez pozostawienia śladu. W przypadku znacznego nasilenia i predysponowanych okolic (narządy płciowe, skóra okolicy oczodołów) może towarzyszyć im obrzęk. 

## Czynniki wywołujące
Najczęstszymi czynnikami, wywołującymi kontaktowe alergiczne zapalenie skóry, są: chrom (zapałki, farby i barwniki, cement, beton), nikiel (niemagnetyczna stal nierdzewna), kobalt (ozdoby, elementy ubioru, np. guziki), formaldehyd, terpentyna, guma i kosmetyki.

## Rozpoznanie
Charakterystyczny obraz wykwitów. Próby ekspozycyjne polegające na nałożeniu na skórę wystandaryzowanych alergenów i odczycie zmian po 48-72 godzinach. Należy różnicować z wypryskiem niealergicznym.

## Leczenie
Miejscowe stosowanie maści zawierających kortykosteroidy (hydrokortyzon, prednizolon, itp.) z dodatkiem antybiotyków. Nie należy przedłużać ich stosowania ze względu na ryzyko powikłań (np. trądzik różowaty). Ogólnie preparaty z grupy leków przeciwhistaminowych, niekiedy kortykosteroidy  w małych dawkach.
Ochrona zmian alergicznych poprzez specjalistyczną odzież jedwabną (np. dermasilk).

## Klasyfikacja ICD10
| kod ICD10     | nazwa choroby                                                                    |
| ------------- | -------------------------------------------------------------------------------- |
| ICD-10: L23   | Alergiczne kontaktowe zapalenie skóry                                            |
| ICD-10: L23.0 | Alergiczne kontaktowe zapalenie skóry wywołane przez kontakt z metalami          |
| ICD-10: L23.1 | Alergiczne kontaktowe zapalenie skóry wywołane przez przylepiec                  |
| ICD-10: L23.2 | Alergiczne kontaktowe zapalenie skóry wywołane kosmetykami                       |
| ICD-10: L23.3 | Alergiczne kontaktowe zapalenie skóry wywołane przez kontakt leków ze skórą      |
| ICD-10: L23.4 | Alergiczne kontaktowe zapalenie skóry wywołane barwnikami                        |
| ICD-10: L23.5 | Alergiczne kontaktowe zapalenie skóry wywołane innymi środkami chemicznymi       |
| ICD-10: L23.6 | Alergiczne kontaktowe zapalenie skóry wywołane kontaktem pokarmu ze skórą        |
| ICD-10: L23.7 | Alergiczne kontaktowe zapalenie skóry wywołane roślinami, (z wyjątkiem żywności) |
| ICD-10: L23.8 | Alergiczne kontaktowe zapalenie skóry wywołane innymi czynnikami                 |
| ICD-10: L23.9 | Alergiczne kontaktowe zapalenie skóry o nieokreślonej przyczynie                 |